# 大林洋平
大林 洋平（おおばやし ようへい、1976年7月29日 - ）は、日本の男性俳優、声優。

## 人物
以前は劇団昴、ミディアルタ、アミュレート、ディーカラーに所属していた。
特技はサッカー、革細工。

## 出演

### テレビアニメ
時期不詳
- おじゃる丸（亡き者、新聞屋、従業員、まんじゅう屋の店主 他）

2002年
- 犬夜叉（家来）
- OVERMANキングゲイナー（トゥン）

2003年
- R.O.D -THE TV-（大学生A）
- キノの旅 -the Beautiful World-（町の人1）
- 最遊記RELOAD（市場の人々）
- マーメイドメロディー ぴちぴちピッチ（男B）

2004年
- お伽草子（若者A）
- カレイドスター（ルネ）
- SAMURAI 7（ゴサク、近衛兵）

2005年
- 巌窟王（エマニュエル）
- BLOOD+

2008年
- Yes!プリキュア5GoGo!（警備員）
- カイバ
- キャシャーン Sins（2008年 - 2009年、ロボット、野盗ロボット、ボルト、男）
- ストライクウィッチーズ（兵士、アナウンス）
- モノクローム・ファクター（不良少年）

2009年
- 空中ブランコ（駅員、子分）
- 天体戦士サンレッド（2009年 - 2010年、ペリアル、ガニメデ、カビラジェイ、土木関係のおっちゃん、区民B）
- ヒピラくん（町の人たち）
- フレッシュプリキュア!（2009年 - 2010年、高校生、店長、職員、動物、男性）

2010年
- 書家（鉄砲隊B）
- ハートキャッチプリキュア!（スタッフ、八百屋、カメラマン）
- 薄桜鬼（役人、滝川）- 2シリーズ

2011年
- STEINS;GATE（2011年 - 2018年、会社員、井崎准教授）- 2シリーズ
- スイートプリキュア♪（バリトン、ネガトーン、無戸）
- トリコ（2011年 - 2012年、部下、ザイパー、ラム、整備士、係員）
- もしドラ（審判）

2012年
- SKET DANCE（ファンの男）
- スマイルプリキュア!（なおの伯父）
- めだかボックス（生徒）

2013年
- ドキドキ!プリキュア（三村、客の男、男の子の兄、他校の生徒、中年男性 他）
- ビーストサーガ（モルガーニ、ファルカン）

2014年
- 遊☆戯☆王ARC-V（権現坂昇）

2015年
- Go!プリンセスプリキュア（プロデューサー）

2016年
- 美少女戦士セーラームーンCrystal Season III（アルテミス）

### 劇場アニメ
- ハウルの動く城（2004年）
- きかんしゃ やえもん（2009年、新幹線）
- ホッタラケの島 〜遥と魔法の鏡〜（2009年）
- アシュラ（2012年）
- 映画 スマイルプリキュア! 絵本の中はみんなチグハグ!（2012年、亀）
- 映画 プリキュアオールスターズNewStage みらいのともだち（2012年、街の人々）
- 虹色ほたる 〜永遠の夏休み〜（2012年、父親）
- キャプテンハーロック -SPACE PIRATE CAPTAIN HARLOCK-（2013年）

### OVA
- シゴフミ（2008年、生徒）
- 金田一少年の事件簿「黒魔術殺人事件」（2012年、鑑識）

### Webアニメ
- 美少女戦士セーラームーンCrystal（2014年、アルテミス）

### ゲーム
- DISORDER6（2013年）
- 遊戯王 デュエルリンクス - 権現坂昇 役（2021年）

### ラジオドラマ
- VOMIC 傷だらけの仁清（運転手）

### 吹き替え

#### 映画
- シティ・オブ・メン（ディエゴ）
- ジャックと天空の巨人（アベル修道士[4]）
- ジュラシック・ワールド（職員2）
- プルーフ・オブ・マイ・ライフ
- マザー・テレサ
- 誘拐の掟（ピーター・クリスト〈ボイド・ホルブルック〉）

#### ドラマ
- エレメンタリー ホームズ&ワトソン in NY
- ザ・フォロイング（コネリー）
- しあわせの処方箋
- Joan of Arc
- スパルタカスII
- テラノバ/Terra Nova
- BONES シーズン7
- ライ・トゥ・ミー 嘘は真実を語る
- 乱暴〈ワイルド〉なロマンス（ユ・チャンホ）
- 私はラブ・リーガル2

#### テレビ番組
- プロジェクト・ランウェイ8（カサノヴァ）

#### アニメ
- 学園NINJAランディ
- スター・ウォーズ/クローン・ウォーズ (テレビアニメ)

### 特撮
- 動物戦隊ジュウオウジャー（2016年、ボウガンスの声）

### テレビドラマ
- マイフェアボーイ

### 映画
- 本格科学冒険映画 20世紀少年 最終章 ぼくらの旗

### CM
- 日新火災TVCF

### 舞台
- うら騒ぎ ノイゼズ・オフ（新国立劇場 演出 白井晃　2005年6月・7月）
- 怒りの葡萄（劇団昴 2006年5月）
- 猫の恋 昴は天にのぼりつめ（劇団昴 演出 黒岩亮 2006年7月）
- 三文オペラ（世田谷パブリックシアター　演出 白井晃 2007年10月）
- Over The Rainbow‥‥? アリス的不完全穴ぼこ墜落論（青山円形劇場　演出 高泉淳子 2008年7月）
- ピランデッロのヘンリー四世（まつもと市民芸術館 　演出 白井晃 2009年2月）
- 大きな豚はあとから来る（渡辺源四郎商店　2010年9月青森・2011年1月東京）
- テンペスト（新国立劇場　2014年5月　演出 白井晃）